# Nebelwerfer
Nebelwerfer (с нем. — «туманомёт») — германская реактивная система залпового огня времён Второй мировой войны. Вместе с советскими «Катюшами» Nebelwerfer был первой массово использовавшейся реактивной системой залпового огня.
«Nebelwerfer» появился в начале 1930-х годов и был изначально ориентирован на применение только химического оружия: метание дымовых и химических снарядов (как первоначально планировалось применять и советские «Катюши»). Однако фактически использовался для стрельбы осколочно-фугасными снарядами.

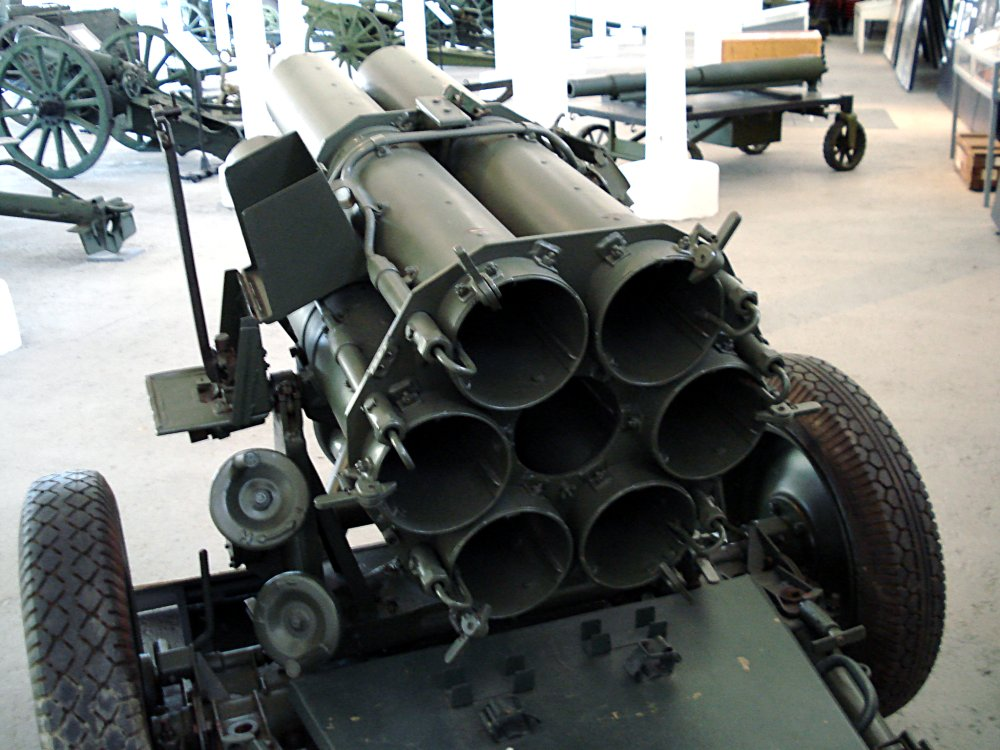
Сзади в музее Хамеенлинна

## Названия, прозвища
В СССР имел прозвища «Ванюша» и «Ишак» — за характерный звук, издаваемый снарядами.
Также на фронте эти шестиствольные реактивные миномёты называли «Скрипуха».
Например, маршал Воронов:

Когда я в бинокль рассмотрел место падения необычного снаряда, то понял, что по району нашего НП стреляют «скрипухи» — так здесь называли немецкие реактивные снаряды большого фугасного действия. Небольшая дальность полёта этих снарядов была хорошо известна, и поэтому все спокойно вели наблюдение за полем боя. Вскоре удалось засечь по дыму и пыли огневую позицию «скрипух».
— Воронов Н. Н. «Мемуары»

Вдруг завыла какая-то «сирена» и этот неимоверно жуткий вой стал раздирать всё сердце. Я со своим расчётом успел скрыться в щель, ранее приготовленную нами же. Через мгновенье дрогнула земля и один за другим взорвалось пять снарядов огромнейшей силы, а один не разорвался и лежал среди улицы, как хорошая свинья. Это «Ванюша», немецкий шестиствольный миномёт, дал один сеанс. Чекурдинцы открыли огонь и «Ванюша» заглох.
— Ермак С. А. «Мой путь»
За тот же звук миномёт получил от англоговорящих солдат союзных войск прозвище «Стонущая Мими».

## Конструкция
Реактивный миномёт «Nebelwerfer 41» был создан с использованием лафета противотанковой пушки Pak 35/36, он имел шесть 158,5-мм стволов и стрелял 36—39-килограммовыми снарядами на расстояние до 6,9 км с частотой 0,6 выстрелов в секунду; три залпа в 5 минут. Из-за веса (540 кг в незаряженном состоянии при транспортировке) и для заряжания шести 36—39-килограммовых реактивных снарядов за 1,5 минуты Nebelwerfer 41 требовалось четыре человека.

## 210-мм пятиствольная разновидность

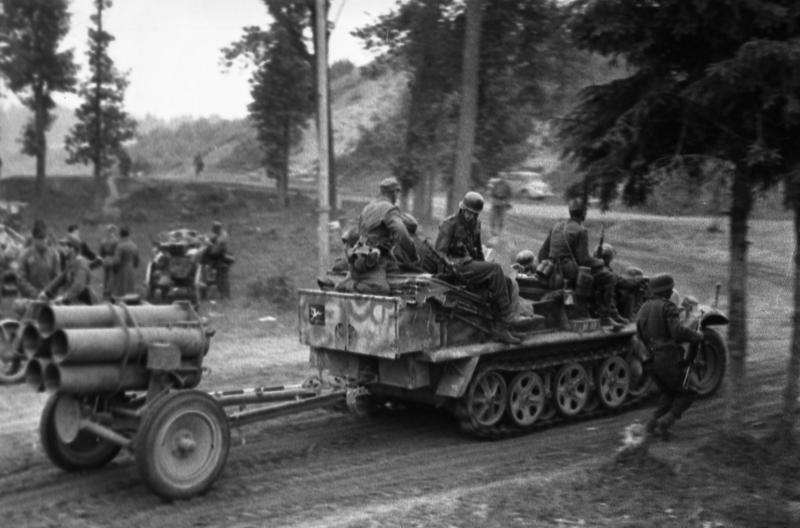
210-мм Nebelwerfer 42

Более поздняя версия, «Nebelwerfer 42», имела пять 210-мм стволов. Для неё применялись значительно более тяжёлые 210-мм снаряды весом 113 кг, дальность стрельбы которыми составляла 7,85 км. Кроме того, «Nebelwerfer 42» оснащался съёмными направляющими для снарядов калибра 150 мм от «Nebelwerfer 41», которые монтировались внутри стволов.
Также позднее стал производиться и применяться 15-ствольный Nebelwerfer (три горизонтальных ряда по пять 150-мм стволов).
Все эти виды миномёта устанавливались на лёгком двухколёсном лафете, к которому для увеличения точности приделаны сошники, а для скорости перевозки — пневматические шины.

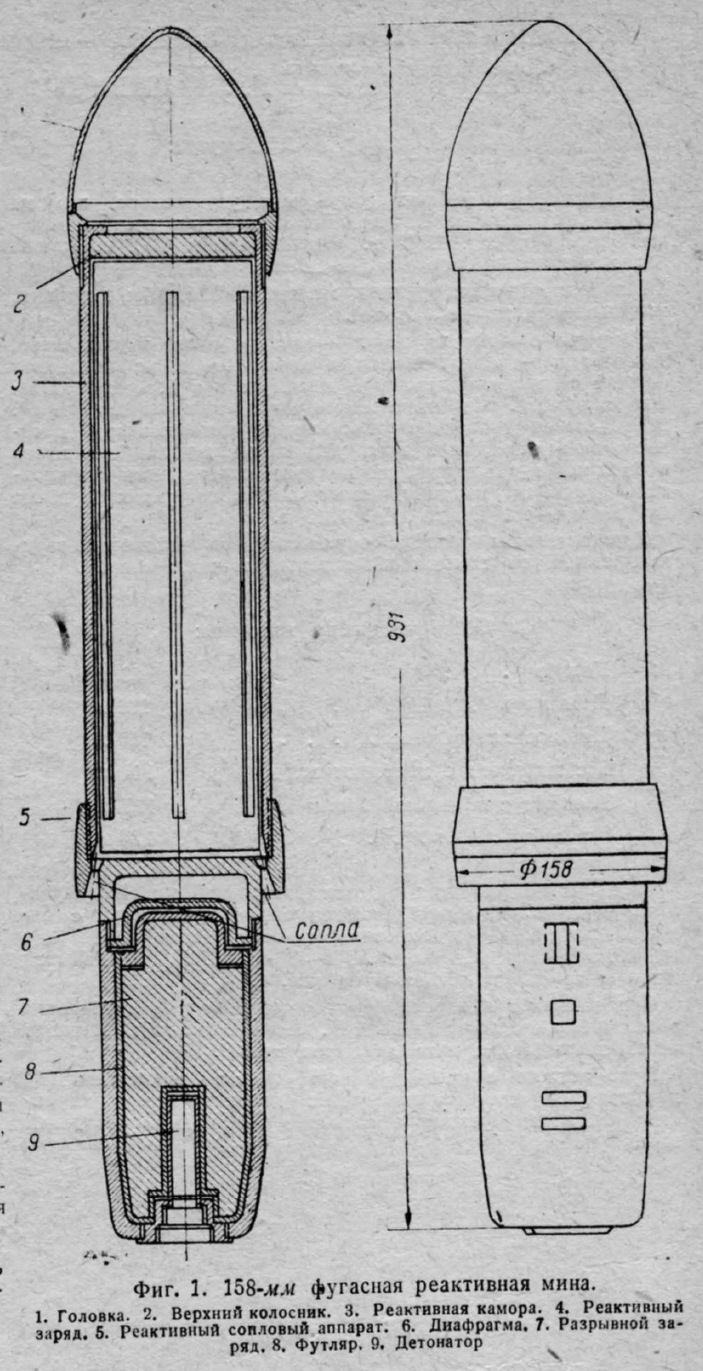
158-мм фугасная мина реактивного миномёта «Nebelwerfer 41»

## Конструкция реактивных мин

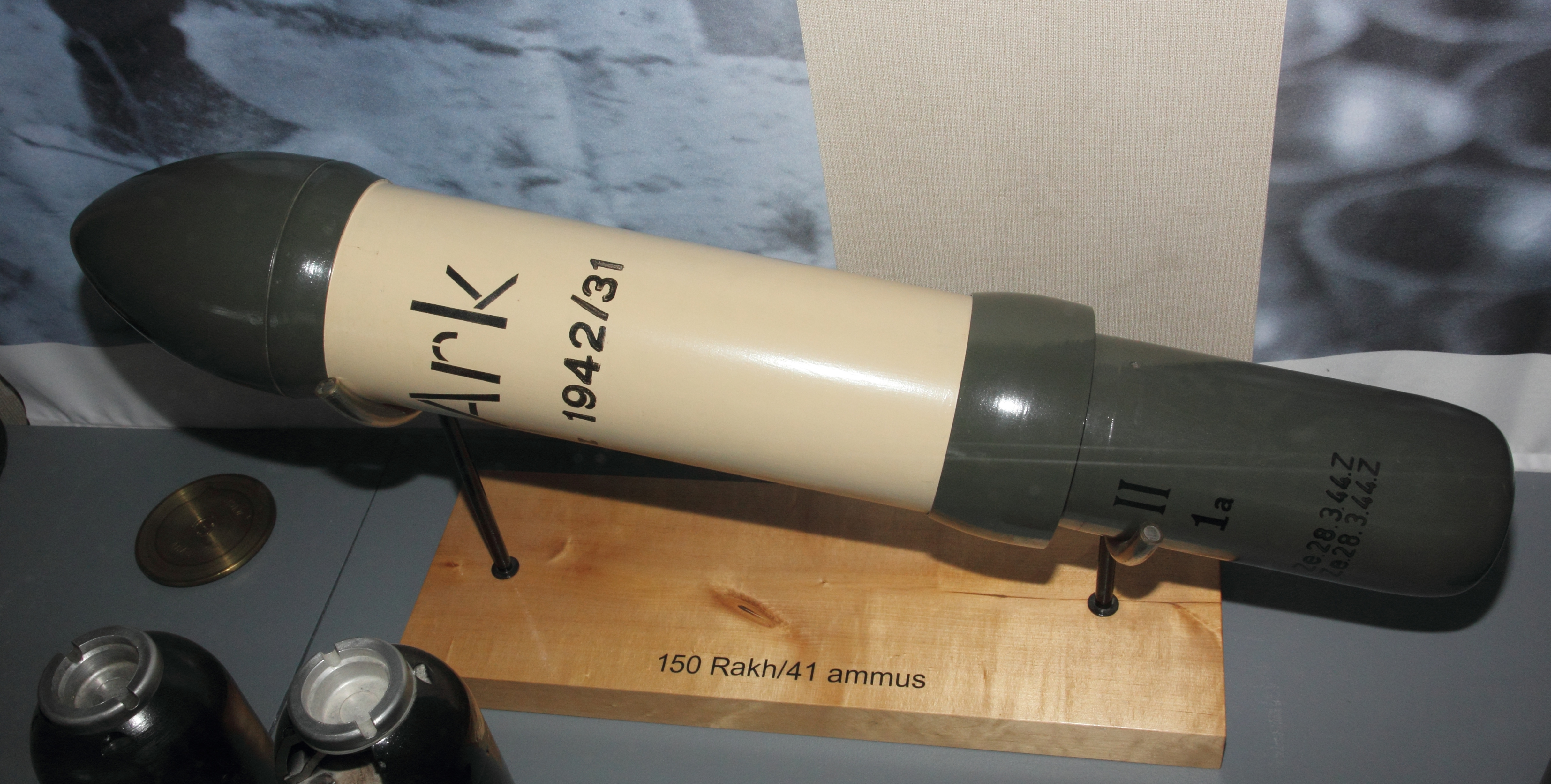
15-см ракета в музее Хамеенлинна

Боеприпас реактивного миномёта представляет собой цилиндр калибра 158 мм. Масса ракеты составляет 35 кг, из которой до 2 кг приходится на взрывчатое вещество (тротил). Весь цилиндр заполнен шашкой из медленно горящего дигликолевого пороха. В задней части цилиндра расположено 28 сопел, угол отклонения от продольной оси ракеты 14 градусов. Сопла сообщают мине в полёте вращение вокруг оси, чем достигается стабилизация в полёте и высокая точность попадания мины (рассеивание на дальности 6000 м: по дальности — 80—100 м, по направлению — 60—90 м). Сопла изготовлены заодно с корпусом. Изготовление снаряда при столь высоких точностных качествах рекордно дешево и не требует специального оборудования.
На конце цилиндра прикреплён в качестве боевой части небольшой контейнер, заполненный взрывчатым веществом. Сквозь него проходит канал основного сопла двигателя, обеспечивающее мине поступательное движение. Там же находится и ударно-инерционный взрыватель.
При загрузке реактивных мин с казённой части снаряды фиксируются специальными держателями, после чего в одно из сопел втыкается электрозапал. После наведения миномёта на цель расчёт уходит в укрытие и с помощью блока запуска выпускает сперва первые 3 ракеты, потом остальные 3. Запуск системы происходит дистанционно, от аккумулятора буксирующего транспортного средства. Залп продолжался около 10 секунд. Время перезарядки — до 1,5 минут (готовность к следующему залпу).

### Типы реактивных мин

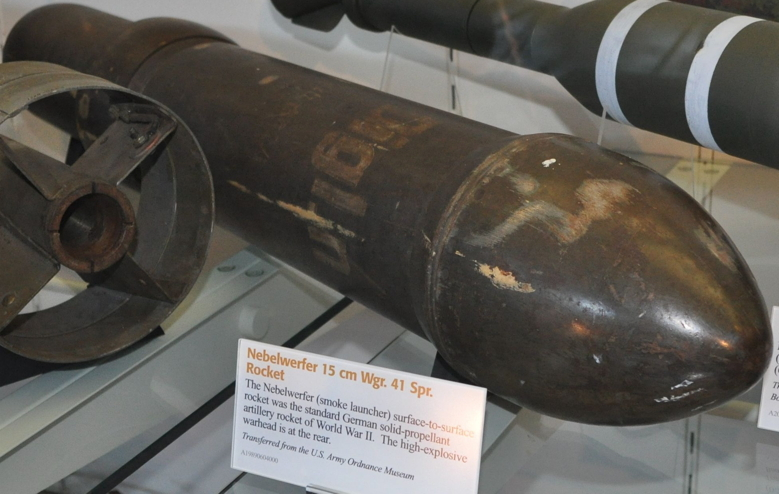
15-см ракета в музее

«Nebelwerfer» имел 5 типов реактивных мин, предназначенных для широкого круга задач.
Существовали следующие типы реактивных мин:
- Осколочно-фугасные — предназначенные для поражения живой силы противника и лёгких укреплений.
- Зажигательные — предназначенные для поражения объектов огнём путём разброса на местности нефтепродуктов и их воспламенения.
- Газовые — применяемые для постановки дымовых завес (первоначальное применение).
- Химические — снаряжённые отравляющими веществами.
- Агитационные — предназначенные для разбрасывания листовок.

Калибр оставался постоянным — 158 мм, но каждый тип ракеты имел собственную конструкцию и разный вес (агитационная мина не имела заднего цилиндра, в отличие от фугасной, а также имела 16 сопел против 28 у фугасной).

## Производство и применение

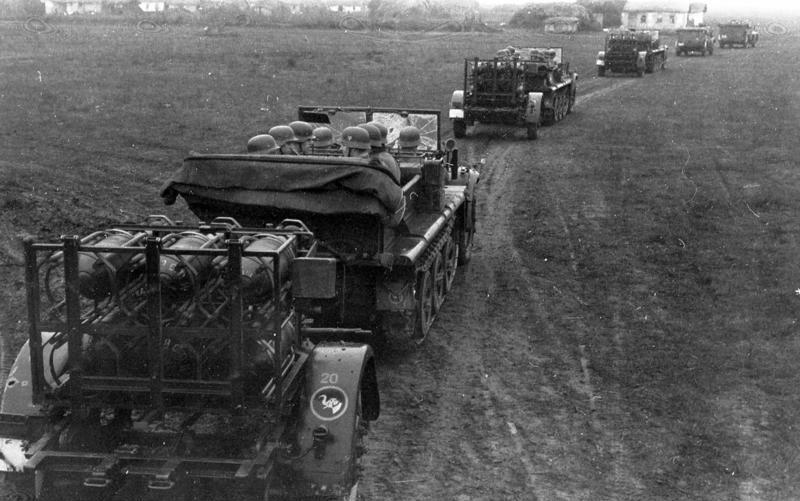
Тягач SdKfz 10 с полуприцепом — пусковым устройством с 28-см Nebelwerfer 41

В 1940—1945 годах было выпущено 5789 15-см шестиствольных буксируемых пусковых установок Nb.W.41 (в том числе 282 в 1940, 652 в 1941, 969 в 1942, 1188 в 1943, 2336 в 1944 и 342 в 1945 году) и 5 047 900 158-мм реактивных снарядов 15 cm W.Gr.41 к ним (1880 в 1939, 156 750 в 1940, 417 250 в 1941, 1 208 600 в 1943, 1 096 100 в 1943, 1 985 200 в 1944 и 144 000 в 1945 году, без химических).
Впервые был применён в 1941 году против Советского Союза и в Северной Африке. Участвовал в боях за Нормандию в 1944 году. На восточном фронте установка применялась на важнейших направлениях и только совместно со ствольной артиллерией. Благодаря компактности применялся и в десантных операциях. Миномёт устанавливался также на ж/д платформу, входящую в состав бронепоезда.
Реактивные снаряды, используемые для Nebelwerfer, также применялись на самолётах ПВО Германии для ударов по плотным построениям бомбардировщиков Союзников. Тактикой применения ракет Wfr. Gr. 21 предусматривался запуск их залпом с дальней дистанции по строю тяжелых бомбардировщиков для их разрушения, находясь вне зоны эффективного огня стрелковых оборонительных установок. После того как строй распадался, бомбардировщики атаковали и сбивали поодиночке пушечным огнём.
К недостаткам Nebelwerfer относятся низкая мобильность, из-за которой он мог стать добычей для вражеской авиации, господствующей в воздухе (для большей подвижности миномёт стали устанавливать на полугусеничное шасси, получив название «Panzerwerfer»); небольшая дальность стрельбы; 270-метровый дымовой след от снарядов.